# 约什沃弗
约什沃弗，是匈牙利包尔绍德-奥包乌伊-曾普伦州所辖的一个村。总面积21.55平方公里，总人口255，人口密度11.8人/平方公里（2011年1月1日）。